# Ландин, Иван Алексеевич
Иван Алексеевич Ландин (1897—1938) — участник Гражданской войны, кавалер двух Орденов Красного Знамени (1921, 1922).

## Биография
Иван Ландин родился в городе Покров (ныне — Владимирская область). Сын железнодорожника. Участвовал в первой мировой войне. Член РКП(б) с 1917 года. После Октябрьской революции пошёл на службу в Рабоче-крестьянскую Красную Армию одним из первых в феврале 1918 года. Участвовал в боях Гражданской войны, будучи командиром 31-го и 53-го автоброневого отряда. Неоднократно отличался в боях.
Отличился во время штурма крепости в Старой Бухаре. 1 сентября 1920 года Ландин на своей бронемашине скрытно подъехал к крепости и открыл огонь на подавление по её бойницам, лишив противника возможности контратаковать советские части. В бою был ранен, но не вышел из боя. Приказом Революционного Военного Совета Республики № 50 от 14 февраля 1921 года командир автоброневого отряда Иван Ландин был награждён первым орденом Красного Знамени РСФСР.
Летом 1921 года командир 53-го автоброневого отряда Иван Ландин участвовал в боевых действиях против отрядов Н. И. Махно на Украине, вновь проявил мужество в боях и нанёс противнику большие потери. Приказом Революционного Военного Совета Республики № 227 от 6 ноября 1922 года был награждён вторым орденом Красного Знамени РСФСР.
Затем служил инструктором бронеотрядов Московского военного округа, начальником бронесил штаба войск Бухарско-Ферганского района. Окончил Военно-воздушную академию и командовал отрядами в 34-й и 56-й отдельных авиационных эскадрильях. С мая 1928 года в долгосрочном отпуске.
В 1930 году руководил авиаисследовательской экспедицией Гражданского Воздушного Флота на Камчатке.
С 1931 года Ландин работал в системе Полярной авиации. В 1931—1932 годах руководил Северо-восточной полярной экспедицией, участвовал в разведке авиационных трасс от мыса Дежнёва до порта Тикси, обследовании устий ряда сибирских рек. С 1933 года Ландин возглавлял Западно-Таймырскую экспедицию Управления полярной авиации Главсевморпути. Занимался исследованием западного побережья Таймырского полуострова с целью определения наилучших мест для посадок гидросамолётов. Комплексная экспедиция Ландина за 23 дня работ (вместо 40 дней по плану) в основном районе исследований открыла десятки островов, уточнила координаты ранее открытых, но неточно положенных на карты, успешно провела разведку побережий ряда островов, определила 8 астропунктов, выполнила судовой промер протяжённостью 1950 миль (при плане 1500), для безопасной навигации построила и выставила 20 знаков и вех, в два раза превысила план топографической съёмки (600 линейных километров вместо 300), вела геологические сборы, изучила возможности расширения пушных и зверобойных промыслов, выявила места возможного базирования гидросамолётов, непрерывно вела метеорологические наблюдения.
24 сентября основное судно экспедиции шхуна «Белуха» («Hobby» — куплена в Норвегии в 1930 году, капитан Василий Иванович Ножкин) наскочила у острова Белый на необследованную банку. При волне до 6 баллов и сильном ветре судно получило до 15 ударов о грунт, потеряло руль, дало течь в машинном отделении. Несмотря на аврал и помощь команды парохода «Аркос», в 10 часов утра 25 сентября «Белуха» затонула. Люди, все материалы работ экспедиции и ценное имущество были спасены. В той экспедиции на «Белухе» работал кинооператор Георгий Блюм. 5 марта 1934 г. газета «Известия» сообщила, что кинофабрика «Востокфильм» заканчивает работу над кинокартиной о Западно-Таймырской экспедиции.. Сведений о выходе фильма на экраны не обнаружено.
Проживал в Москве. 15 марта 1937 года Иван Ландин был арестован органами НКВД СССР по обвинению в причастности к «контрреволюционной террористической организации». 11 января 1938 года Военная коллегия Верховного Суда СССР приговорила его к высшей мере наказания — расстрелу. Приговор был приведён в исполнение в тот же день. Прах Ландина захоронен на расстрельном полигоне «Коммунарка».
28 ноября 1957 года Военная коллегия Верховного Суда СССР своим решение посмертно реабилитировала Ландина.
В честь Ландина назван пролив в Карском море, отделяющий острова Каминского от материка.